# Kaliště (district de Pelhřimov)
Pour les articles homonymes, voir Kaliště.
Kaliště (en allemand : Kalischt) est une commune du district de Pelhřimov, dans la région de Vysočina, en Tchéquie. Sa population s'élevait à 353 habitants en 2020.

## Géographie
Kaliště est situé sur la ligne de partage des eaux entre les rivières Želivka et Sázava, à 7 km au nord-ouest de Humpolec, à 19 km au nord-nord-est de Pelhřimov, à 30 km au nord-ouest de Jihlava et à 83 km au sud-est de Prague.
La commune est limitée par Horní Paseka et Dolní Město au nord, par Proseč et Horní Rápotice à l'est, par Jiřice au sud, et par Koberovice et Hojanovice à l'ouest.

## Histoire
Ce village de Bohême était déjà mentionné pour la première fois comme une propriété du chapitre Saint-Pierre et Saint-Paul de Vyšehrad sur un acte notarié en 1318 . Son nom signifie « marécage ». Après la destruction du Chapitre de Vyšehrad pendant les guerres hussites, en 1420, le roi de Bohême Sigismond Ier s'empare de la propriété. En 1436, il la promet à une famille noble, les Lipnice et les Světlá. Il fut racheté par la dynastie de Harrach en 1698 et passa aux Trautson, une famille noble d'Autriche en 1707.

## Transports
Par la route, Kaliště se trouve à 8 km de Humpolec, à 25 km de Pelhřimov, à 40 km de Jihlava à 96 km de Prague.

## Personnalité
Le village est surtout connu pour être le lieu de naissance du compositeur Gustav Mahler (1860–1911), dont les ancêtres tenaient une distillerie et une auberge, où l'enfant est né. Cette maison a été récemment restaurée.